# San Narciso, Zambales

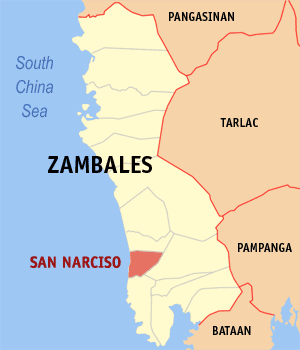
Bản đồ Zambales với vị trí của San Narciso

San Narciso đô thị hạng 4 ở Philippines. Khu vực này có các bãi biển phù hợp cho môn lướt sóng.

## Các đơn vị hành chính
San Narciso được chia thành 17 barangay.
- Alusiis
- Beddeng
- Candelaria
- Dallipawen
- Grullo
- La Paz
- Libertad
- Namatacan
- Natividad
- Omaya
- Paite
- Patrocinio
- San Jose
- San Juan
- San Pascual
- San Rafael
- Siminublan